# Gideon (comics)
Gideon est un personnage de fiction, un super-vilain appartenant à l'univers de Marvel Comics. Créé par Rob Liefeld et Fabian Nicieza, il est apparu pour la première fois dans le comic book New Mutants #98 en 1991.
Gideon était membre des Externels et ennemi de X-Force.

## Biographie du personnage
Gideon était un Externel, un mutant possédant un gène d'immortalité. Quand son gène X apparut, il était marin de la flotte espagnole, au XVIe siècle. Lors d'un voyage, il succomba, victime du scorbut. Il fut enterré sur une île mais ressortit bien vivant de sa tombe quelques heures plus tard.
À travers les siècles, il amassa une grande fortune et s'allia avec d'autres Externels. Au XXe siècle, il étudia à Harvard et devint le président de Ophrah Industries, à Denver. Il pensa, à tort, que le jeune Roberto Da Costa (le Nouveau Mutant Solar) était un Externel. Le père de Roberto était un homme d'affaires, partenaire financier de Gideon. Il le fit empoisonner pour se rapprocher du jeune garçon, et devint par la suite son mentor.
Il paya l'AIM pour recréer Proteus.
Black Tom Cassidy et le Fléau kidnappèrent Solar et Gideon. Ce dernier profita de l'occasion pour faire passer X-Force pour des criminels publiquement. il réussit de même à défaire facilement les New Warriors.
Quand il découvrit que c'était Sam Guthrie (Rocket) qui était Externel, il envoya son allié Crule le capturer. Il fit de Solar un cobaye de laboratoire et développa ses pouvoirs grâce à son équipe de scientifiques, prenant même le risque de le tuer. Finalement, il laissa les deux Nouveaux Mutants partir, en leur demandant de ne plus interférer dans les affaires des Externels.
Quand il lança une OPA sur la Fondation Taylor, Night Thrasher s'opposa à lui, et le terrassa lors d'un combat physique (Gideon ne put utiliser son pouvoir). Gideon fut aussi témoin de la mort de l'Externel Nicodemus.
L'HYDRA le contacta pour lui offrir une place au sein de l'organisation. À son refus, elle attaqua le mutant. Il fut capable de les repousser grâce au soutien du SHIELD. il fut ensuite capturé par X-Force, à la recherche de certains de ses membres.
Gideon trouva la mort, comme les autres Externels, tué par sa consœur Séléné qui le vida de toute son énergie vitale.

## Pouvoirs et capacités
- Gideon était un mutant qui pouvait accroitre sa puissance en copiant la signature énergétique d'autres êtres surhumains, voire d'être artificiels. Il pouvait alors copier un talent ou un pouvoir, et s'en servir pour rediriger l'attaque contre son adversaire.
- Il scannait psioniquement ses adversaires pour copier le pouvoir, faisant de lui un télépathe de bas niveau.
- Possédant le gène X des Externels, Gideon ne vieillissait pratiquement pas et guérissait de toute blessure, même les plus graves.
- Il portait une armure de combat
- Sa fortune et son sens aiguisé des affaires lui avait permis d'acquérir des véhicules, des androïdes et une technologie de pointe.